# Matthias A. K. Zimmermann
Matthias Alexander Kristian Zimmermann, född 6 maj 1981 i Basel, är en schweizisk konstnär.

Gångarna mellan utrymmena, 160 x 182 cm, kanvas

Den vikta Volymen, 150 x 170 cm, Målarkonst, Kanvas

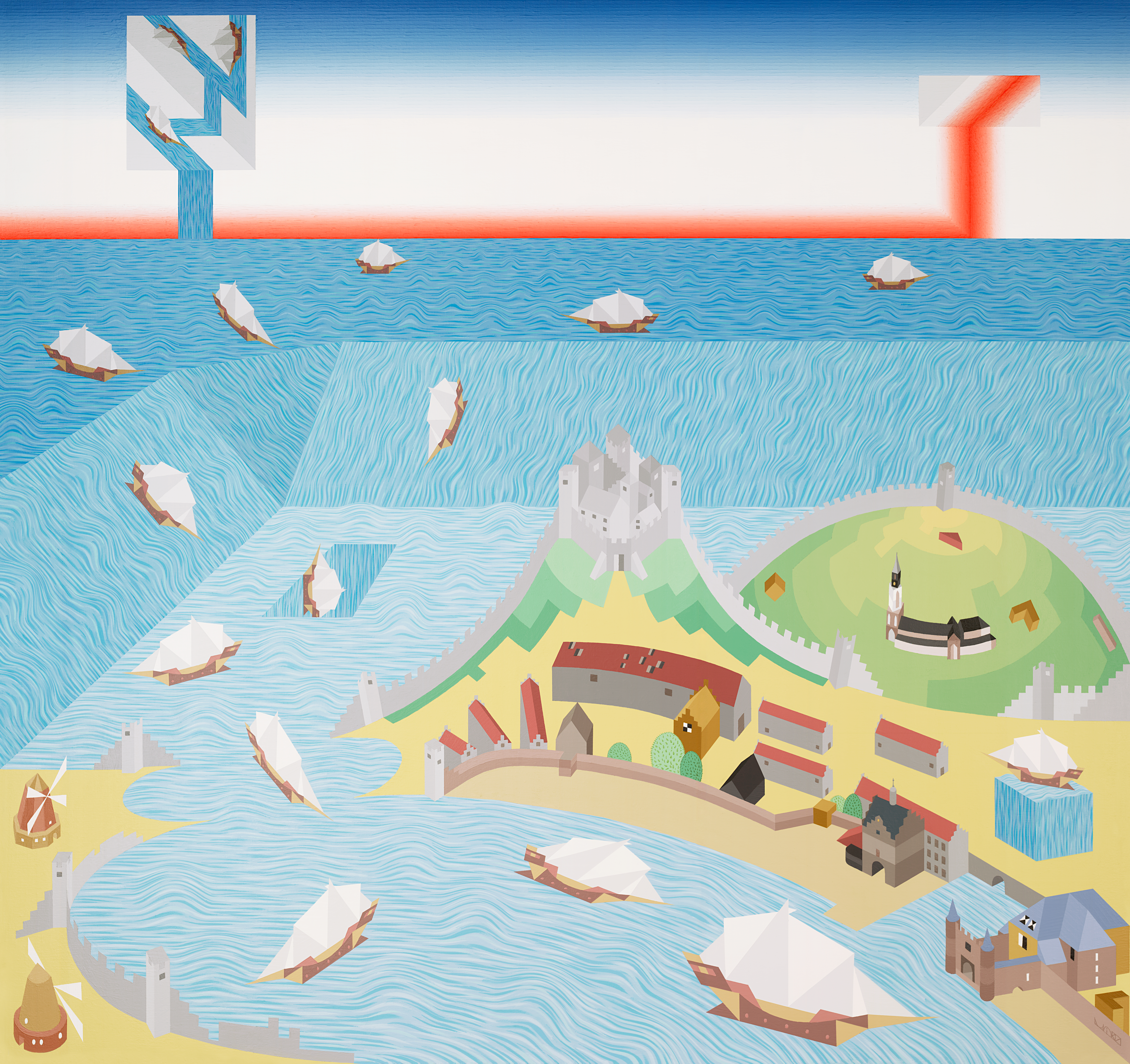
Hamnstaden i hörnet av ett hav, 155 x 165 cm, Målarkonst, kanvas

Matthias A. K. Zimmermann växte upp i Schweiz. Han studerade musik och komposition vid Berns konsthögskola och Luzerns högskola samt konstundervisning och datorspel vid Zürichs konsthögskola. Hans verk har visats på konstmuseerna i Aarau och Luzern.

## Representation i museer[1]
- Technisches Museum Wien, Österrike
- Odysseum, Tyskland
- Ludwig Museum Koblenz, Tyskland
- Aargauer Kunsthaus, Switzerland
- Museum der Phantasie, Tyskland
- Tucson Museum of Art,  USA
- Florida State University, USA
- Museumsquartier St. Annen, Tyskland
- Kunsthalle Göppingen, Tyskland
- Computermuseum der Fachhochschule Kiel, Tyskland
- Computerspielemuseum Berlin, Tyskland
- Deutsches Spielzeugmuseum, Tyskland
- Museum für aktuelle Kunst – Sammlung Hurrle, Tyskland
- Museet for Religiøs Kunst, Danmark
- Institut für Musikwissenschaft, Österrike[2]